# Lewis Walters
Lewis Clive Walters (* 26. Februar 1988 in Nottingham) ist ein ehemaliger englisch-jamaikanischer Squashspieler und -trainer.

## Karriere
Lewis Walters begann seine professionelle Karriere im Jahr 2007 und gewann ein Turnier auf der PSA World Tour. Seine höchste Platzierung in der Weltrangliste erreichte er mit Rang 91 im Oktober 2013. Bis März 2015 trat Walters für dein Geburtsland England an, ehe er ab April 2015 für Jamaika spielte. Er besitzt beide Staatsangehörigkeiten. Mit der jamaikanischen Nationalmannschaft nahm er 2017 und 2019 an der Weltmeisterschaft teil. Im Jahr darauf gehörte er zum Aufgebot Jamaikas bei den Commonwealth Games. Bei den Zentralamerika- und Karibikspielen gewann er drei Bronzemedaillen, davon eine im Einzel 2014 sowie zwei mit der Mannschaft 2014 und 2018. 2016 wurde er hinter Christopher Binnie Vize-Karibikmeister.
Bereits eben seiner Spielerkarriere war Walters auch als Trainer aktiv. Von 2012 bis 2017 war er Assistenztrainer an der Yale University, 2018 übernahm er einen Trainerposten an der University of Nottingham.

## Erfolge
- Vize-Karibikmeister: 2016
- Gewonnene PSA-Titel: 1
- Zentralamerika- und Karibikspiele: 3 × Bronze (Einzel 2014, Mannschaft 2014 und 2018)